# Predator (postać fikcyjna)

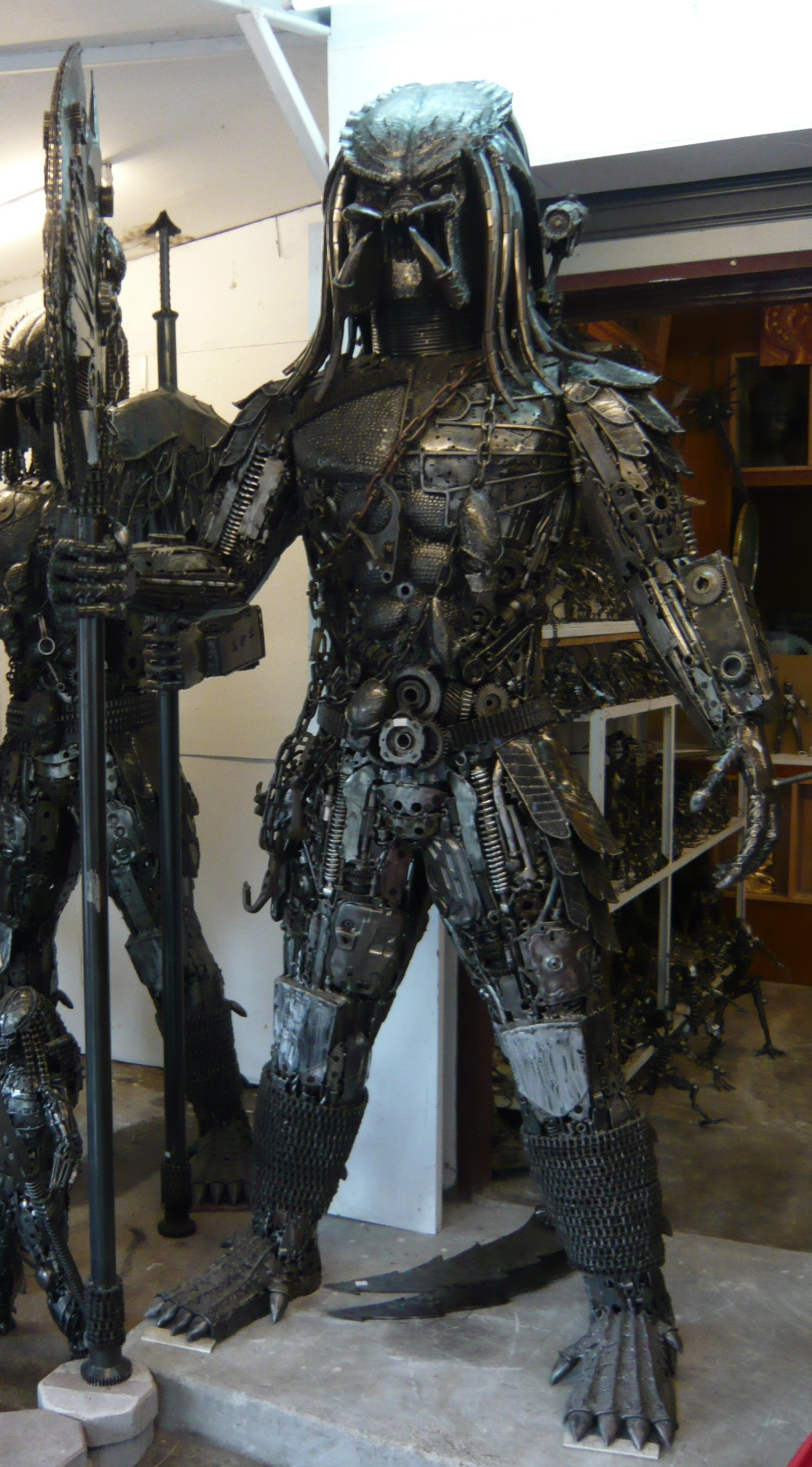
Predator

Predator – fikcyjny przedstawiciel inteligentnej pozaziemskiej cywilizacji znany z serii filmów Predator oraz Obcy kontra Predator. Jest kosmicznym myśliwym obdarzonym wielkim instynktem łowieckim, dla którego walka, polowania oraz zbieranie trofeów stanowią sens egzystencji.
Po raz pierwszy pojawił się w filmie Predator z 1987 r., jako główny przeciwnik grupy komandosów, później powrócił w Predatorze 2 (1990) i Predators (2010). W 2004 r., w filmie Obcy kontra Predator został skonfrontowany ze swoim najbardziej znanym adwersarzem – Obcym, a w 2007 r. ukazała się część druga ich zmagań. Jego popularność sprawiła, że stał się również bohaterem licznych książek, gier wideo i komiksów, w tym wielu cross-overów z Obcym. Chociaż w filmach nigdy nie podano nazwy jego gatunku, to w tzw. rozszerzonym wszechświecie alternatywnie nazywany jest Yautja lub Hish-Qu-Ten.

## Pomysł i wykonanie

### Projekt
Predatora wymyślili bracia Jim i John Thomas. W ich wizji było to duże, inteligentne i humanoidalne stworzenie, dysponujące wysoko zaawansowaną technologią, zdolną do międzygwiezdnych podróży.
Do zaprojektowania jego wyglądu wynajęto artystę i speca od efektów specjalnych, Stana Winstona. W trakcie podróży do Japonii, w której towarzyszył mu James Cameron, zajął się opracowywaniem koncepcji artystycznej. Cameron widząc jego rysunki powiedział, że „zawsze chciał zobaczyć coś z żuwaczkami”. Winston przychylił się do tej sugestii i włączył ją do swojego projektu.
W pierwotnych założeniach Predator miał mieć długą szyję, głowę jak pies i jedno oko. Pomysł jednak porzucono, kiedy stało się jasne, że nakręcenie zdjęć w dżungli z tak złożoną postacią będzie zbyt trudne. Zmieniono więc jego wygląd, a firmie Richard Edlund’s Boss Film Creature Shop powierzono przygotowanie odpowiedniego kostiumu. Jednakże z powodu problemów z charakteryzacją, która utrudniała nagrywanie zdjęć, po sześciu tygodniach postanowiono wstrzymać produkcję, a do wykonania nowego Predatora zaangażować studio Stana Winstona. Po ośmiu miesiącach prac powstał nowy kostium, a filmowcy mogli w końcu rozpocząć pięciotygodniowe zdjęcia, które zakończono w lutym 1987. Studio Winstona zajęło się również charakteryzacją i efektami specjalnymi.

### Filmowi odtwórcy
Początkowo w rolę Predatora miał wcielić się Jean-Claude Van Damme, który ze względu na swoje wojskowe umiejętności, miał nadać postaci zwinność i cechy łowcy. Kiedy jednak porównano go z aktorami występującymi w filmie, Schwarzeneggerem, Carlem Weathersem i Jessem Venturą (znanymi ze swojej muskulatury) stwierdzono, że potrzebny jest człowiek, który wyróżniałby się swoją posturą, żeby budzić większą grozę. Postanowiono więc zamiast Van Damme’a zatrudnić Kevina Petera Halla, znanego z roli Wielkiej Stopy z serialu Harry i Hendersonowie. Peter Cullen z kolei zajął się stworzeniem odgłosów wydawanych przez Predatora. Później powiedział, że inspirował się dźwiękami końskiej podkowy.
W drugiej części tytułową rolę także zagrał Hall, który choć szkolił się w sztuce pantomimicznej, to świetnie potrafił wykorzystać swoje umiejętności ruchowe podczas walki. Problemem okazali się za to statyści, którzy mieli się wcielić w innych Predatorów. Z powodu braku odpowiednich ludzi Danny Glover zasugerował żeby role te zagrali zawodnicy Los Angeles Lakers. Filmowcy na to przystali, a Hall osobiście zdołał przekonać kilku graczy, by wzięli udział w produkcji. Niedługo po premierze filmu aktor Kevin Peter Hall zmarł na zapalenie płuc wywołane chorobą AIDS.
W filmie Obcy kontra Predator, drapieżnego myśliwego zagrał walijski aktor, a prywatnie również jego fan, Ian Whyte. Później pojawił się jeszcze w drugiej części.
Z kolei w filmie Predators, Brian Steele i Carey Jones wcielili się w nowy typ drapieżnika znanego jako „Black Super Predators”, który umieszcza ludzi na swojej planecie, po to by prowadzić z nimi grę o przetrwanie. Twórcy tego obrazu zrobili też ukłon w stronę pierwszego filmu i pokazali tzw. „klasycznego Predatora” (Derek Mears) znanego z oryginału.

## Filmy

### Predator
W fikcyjnym państwie Val Verde w Ameryce Południowej zostaje porwany amerykański minister i załoga helikoptera, którym leciał. Z misją ratunkową zostaje wysłany oddział komandosów, którymi dowodzi major Dutch Schaefer. Przemierzając dżunglę natrafiają na ciała bestialsko zamordowanych partyzantów. Niedługo potem sami zaczynają padać ofiarą tajemniczego stworzenia, które rozpoczęło na nich polowanie. Wkrótce jedynym ocalałym pozostaje Dutch, który odkrywa, że skutecznym kamuflażem jest błoto. Wykorzystując ten fakt zastawia liczne pułapki, dzięki którym pozbawia przeciwnika niewidzialnej osłony. W ostatecznym pojedynku Predator wpada w jedną z pułapek Dutcha. Ciężko ranny uruchamia mechanizm samozniszczenia, ale komandos ucieka przed eksplozją.

### Predator 2: Starcie w miejskiej dżungli
Akcja filmu rozpoczyna się 10 lat po wydarzeniach z pierwszej części. W Los Angeles trwa wojna narkotykowa pomiędzy jamajskimi i kolumbijskimi gangami. Walką z nimi zajmuje się oddział porucznika Michaela Harrigana. Wkrótce w niewyjaśnionych okolicznościach zaczynają ginąć członkowie obu gangów. Okazuje się, że w mieście pojawił się Predator, który zaczął polować także na policjantów. Harrigan pomimo sprzeciwu przełożonego chce za wszelką cenę wyjaśnić tę sprawę. W finałowym starciu rozgrywającym się na statku obcego, Harrigan pokonuje stwora używając przeciwko niemu jego własnej broni. Klan Predatorów zabiera ciało martwego towarzysza, a porucznikowi na znak szacunku wręcza pistolet skałkowy z datą 1715. W filmie znalazło się też odniesienie do Obcego, w postaci pomieszczenia z trofeami, wśród którym jest czaszka Ksenomorfa.

### Obcy kontra Predator
Rok 2004. Satelita miliardera Weylanda odkrywa niezidentyfikowane źródło ciepła na wyspie Bouvet, w pobliżu Antarktydy. Bogacz organizuje specjalną wyprawę złożoną z alpinistów i archeologów, na której czele staje Lex Woods. Po przybyciu na miejsce naukowcy odkrywają, że źródłem tajemniczego ciepła jest starożytna piramida znajdująca się setki metrów pod lodem. Tymczasem na orbitę Ziemi wchodzi statek Predatorów, który za pomocą silnego promienia wypala w lodzie tunel, aż do samej budowli. Zaciekawieni ludzie wchodzą do środka, gdzie Weyland przypadkowo aktywuje linię produkcyjną jaj Obcych. Do wnętrza piramidy przybywa też trzech Predatorów, którzy zabijają wszystkich ludzi, którzy stają im na drodze. Ponieważ kosmiczni myśliwi polują głównie na Obcych, dwaj z nich wkrótce giną. Trzeci z nich sprzymierza się z ocalałą dziewczyną, Alexą Woods, żeby pokonać królową Obcych. Po trudnej walce udaje im się to, ale ostatni łowca zostaje śmiertelnie ranny. Po zabitego przylatuje statek kosmiczny, a jeden z Predatorów na znak szacunku daje dziewczynie włócznię, po czym odchodzi. Kiedy statek jest już na orbicie z ciała zabitego wydostaje się Obcy z cechami Predatora.

### Obcy kontra Predator 2
Film rozpoczyna się w miejscu zakończenia części pierwszej. Z połączenia obu istot powstaje nowy drapieżnik, Predalien. Stworzenie po osiągnięciu dorosłej formy rozpoczyna zabijanie Predatorów, co prowadzi do katastrofy ich statku na Ziemi. Ostatni z ocalałych aktywuje sygnał ratunkowy wraz z nagraniem Predaliena. Wiadomość dociera do weterana Predatorów, Wolf, który wyrusza na Ziemię, żeby ją „oczyścić”. Po przybyciu odkrywa Obcych w kanałach pod miastem Gunnison i rozpoczyna ich eliminację. Usuwa również dowody ich obecności używając żrącego niebieskiego płynu. Ponieważ nie udaje mu się złapać wszystkich, Obcy wydostają się do miasta. Podczas pościgu uszkadza broń w czasie starcia z grupą ocalałych ludzi, więc konstruuje sobie pistolet plazmowy. Później znów spotyka tych samych ludzi w ulu Obcych, gdzie gubi swój pistolet. Pozbawiony broni rozpoczyna z Predalienem walkę wręcz, która kończy się, gdy obaj zadają sobie śmiertelne ciosy. Po chwili wojsko zrzuca taktyczny ładunek jądrowy, który spopiela obu wojowników i kilku pozostałych w mieście ludzi. Ocalały pistolet plazmowy zostaje zabrany przez wojsko do pani Yutani.

### Predators
W Predators (tytuł filmu celowo dystansuje się od wcześniejszych produkcji z serii Obcy kontra Predator), ujawnione zostaje, że istnieją dwie walczące ze sobą grupy Predatorów, z których jedna podczas polowań wykorzystuje czworonożne bestie i złożone pułapki. Grupa ta porywa z Ziemi różnych ludzi i umieszcza na zalesionej planecie, która służy jako teren łowiecki. Po licznych potyczkach ginie dwóch Predatorów i większość schwytanych osób, z wyjątkiem dwóch. Ostatniemu łowcy udaje się zabić członka przeciwnej grupy, ale sam zostaje pokonany w walce przez pozostałych przy życiu ludzi.

### Predator: Prey
Chronologicznie film przedstawia najstarszą aktywność Predatora na Ziemi. Akcja filmu rozgrywa się na preriowych terenach Ameryki Północnej w 1719 roku. Przeciwnikiem Predatora są Indianie z plemienia Komanczów.

## Charakterystyka

### Cechy
Choć pod względem fizycznym Predatory są podobne do ludzi, to wyróżniają się większą posturą i siłą. Posiadają też żuwaczki jak u stawonogów oraz długie, czarne włosy wyrastające z czaszki. Ich ciała są dość odporne na urazy, dzięki czemu wytrzymują wielokrotne rany postrzałowe i dawki promieniowania, które dla ludzi byłyby śmiertelne. Jako sprawni wspinacze z łatwością poruszają się po drzewach i dachach ścigając ofiarę. Chociaż potrafią przetrwać w antarktycznych temperaturach nawet przez dłuższy okres, to prawdopodobnie mają preferencję do gorących równikowych klimatów. Jako że posiadają inne ośrodki percepcji niż ludzie, to widzą głównie w podczerwieni. Ich zdolności zwiększa maska, która umożliwia widzenie w różnych spektrach, począwszy od niskiej podczerwieni do wysokiego ultrafioletu. Służy ona jednak nie tylko lepszemu oglądaniu szczegółów, ale pełni też funkcję ochronną. W filmie Predator 2 ujawniono, że po stracie hełmu myśliwy używał do oddychania maski. Ich krew ma luminujący zielony kolor.

### Kultura i historia
Kultura Predatorów skupia się na polowaniach i walce z niebezpiecznymi formami życia. Wiadomo również, że łowy nie służą zdobywaniu pożywienia czy eliminacji zagrożenia, ale stanowią rozrywkę albo rytuał przejścia, ponieważ atakują tylko formy, które stanowią dla nich wyzwanie. Po zabiciu ofiary robią z jej skóry albo głowy trofeum. Jeśli jednak polowanie się nie powiedzie i zostaną ciężko ranne wybierają honorowe samobójstwo. W filmie Predators ujawniono, że istnieją przynajmniej dwa różne plemiona Predatorów, które od dłuższego czasu ze sobą walczą.
Kiedy ludzkie cywilizacje, takie jak starożytny Egipt, Khmerowie i Aztekowie, dopiero powstawały, na Ziemię przybyli Predatorzy. Przybysze byli traktowani jak bogowie i to oni nauczyli ludzi budowania piramid (to tłumaczy dlaczego wiele z tych starożytnych społeczeństw miało wyraźnie podobną kulturę i architekturę), ale w zamian oczekiwali ofiar, które byłyby nosicielami Obcego. Co sto lat myśliwi wracali na Ziemię, żeby na nie zapolować. Jednak kiedy stracili kontrolę nad Obcymi, zdetonowali bombę, która zniszczyła całą cywilizację na wyspie Bouvetoya. Od tego czasu stosunki pomiędzy ludźmi a Predatorami znacznie się pogorszyły, a łowcy zaczęli dostrzegać, że ludzie niewiele różnią się od zwierzyny na którą dotychczas polowali.
Po wielu wiekach w niektórych kulturach pozostały (w postaci folkloru) wzmianki o Predatorach. W latynoamerykańskich kręgach mówi się o nich El Demonio que hace trofeos de los hombres (Demon, który robi trofea z ludzi), z kolei w jamajskich istnieje przesąd mówiący, że to demony ze świata duchów. Jednak wbrew pozorom Predatory nie polują na wszystkich ludzi i unikają np. dzieci i dorosłych, którzy są nieuzbrojeni. Oszczędzają też kobiety w ciąży i chorych. Człowiek, który w samotnej walce zdoła zabić Predatora albo walczy u jego boku zwykle jest oszczędzany przez towarzyszy zmarłego, a nawet otrzymuje prezent na znak szacunku (najczęściej jest to rzadka albo egzotyczna broń).

### Język
Pismo Predatorów, które pokazano w filmach i innych mediach zapisane jest w postaci kresek, które układają się we wzory. Symbole te pojawiają się na rękawicach, hełmach, architekturze i wielu innych powierzchniach. Z kolei mowa Predatorów najczęściej składa się z serii klekotów, ryków i warczeń. Czasami naśladują też ludzki język, który zdają się rozumieć i którym prawdopodobnie potrafią mówić. Pisarz Steve Perry na potrzeby serii książek Aliens vs. Predator stworzył konstrukcję ich języka.

### Technologia
Wysoko zaawansowana technologia pozwala Predatorom nie tylko odbywać podróże międzygwiezdne, ale również korzystać z wyszukanej broni i kamuflażu. W filmie Predator 2 zostaje ujawnione, że przynajmniej jedna z broni wykorzystuje metal, który nie występuje w tablicy okresowej pierwiastków. Inne bronie z kolei są zupełnie odporne na działanie żrącej krwi Obcego. Niektóre z tych przyrządów wykorzystują również obrazowanie cieplne, co ułatwia wyśledzenie zdobyczy. Nieodłącznym elementem wyposażenia Predatorów jest też specjalna maska, która umożliwia widzenie w różnych spektrach widma. Dzięki niej mogą widzieć określone poziomy promieni Rentgena oraz identyfikować choroby (np. raka), jak również wyczuwać puls i bicie serca. Większość broni strzeleckiej tej rasy oparta jest na plazmie.

## Rozszerzony wszechświat
W cyklu książek Aliens vs. Predator, autorstwa Davida Bischoffa oraz Steve’a i Stephani Perry, gatunek Predatorów jest znany jako „Yautja”. Ich społeczeństwo składa się z matriarchalnych klanów, na czele których stoją najsilniejsi i najbardziej doświadczeni liderzy. Pod względem biologicznym należą do ssaków, a ich samice są większe i silniejsze od samców. Obie płcie wydzielają też silne piżmo, sygnalizujące agresję; samice mogą to robić także kiedy są w rui. Wydzielina może zostać wykryta przez inne osobniki, ale jest niedostrzegalna dla ludzi. W powieściach Perry’ego Predatory są poligamiczne, co jest szczególnie powszechne wśród zasłużonych wojowników, którzy płodzą setki potomków z różnymi partnerkami. Wiadomo też, że ich krew ma zdolność do częściowej neutralizacji żrącej krwi Obcego. W książkach częściowo przedstawiono także religię Predatorów, która opiera się na politeizmie, a odpowiednikiem śmierci w ich wierzeniach jest tak zwany „Czarny Wojownik”, uważany za wiecznego przeciwnika, który ostatecznie wygrywa wszystkie walki.
W powieści Aliens vs. Predator: War Randy’ego Stradleya wspomniane jest, że to Predatory odpowiadają za rozprzestrzenienie się Obcych w galaktyce, choć oni sami temu zaprzeczają twierdząc, że odpowiada za to podobna ewolucja.
Z kolei w książce Predator: Forever Midnight Johna Shirleya myśliwi zwani są „Hish” i posiadają między szyją a obojczykiem gruczoł, który wprowadza do ich krwiobiegu silne hormony powodujące hiperagresję. Po otrzymaniu takiej dawki dochodzi do „oszalałej wściekłości”, podczas której usiłują zabić wszystko w zasięgu wzroku, łącznie z członkami własnego gatunku. Ta furia bywa zaraźliwa i może prowadzić do tego, że wszystkie Predatory zaczną się nawzajem atakować. Te które to przeżyły nauczyły się kontrolować gruczoł, dzięki sztucznym hormonom.